# Kvinnan jag vill ha
Kvinnan jag vill ha (engelska originalets titel: The Girl Who Had Everything) är en amerikansk romantisk dramafilm från 1953, regisserad av Richard Thorpe. I huvudrollerna ses Elizabeth Taylor, Fernando Lamas och William Powell. 

## Rollista (urval)
| Skådespelare     | Roll                   |
| ---------------- | ---------------------- |
| Elizabeth Taylor | Jean Latimer           |
| Fernando Lamas   | Victor Y. Raimondi     |
| William Powell   | Steve Latimer          |
| Gig Young        | Vance Court            |
| James Whitmore   | Charles "Chico" Menlow |
| William Walker   | Julian                 |
| Emory Parnell    | auktionsutropare       |